# Крайкемайер, Вилли
Вилли Кра́йкемайер (Вилли Крейкемейер, нем. Willi Kreikemeyer; 11 января 1894, Зальбке — 31 августа 1950) — немецкий политик, член КПГ.

## Биография
Крайкемайер родился в семье токаря и крестьянки, выучился на токаря, работал на железной дороге, в 1910 году вступил в профсоюз. В Первую мировую войну служил на торпедной лодке, после войны вступил в НСДПГ, в 1919 году — в Коммунистическую партию Германии. За нелегальную партийную работу подвергался арестам. После прихода к власти национал-социалистов вёл работу в Швейцарии и Франции. По партийной линии тесно сотрудничал с Вилли Мюнценбергом. Воевал в звании капитана в 11-й интернациональной бригаде в Гражданскую в Испании, получил тяжёлое ранение и впоследствии работал начальником отдела кадров немецкого отдела, затем шеф-адъютантом всех кадровых отделов интернациональных бригад. На этих должностях поддерживал тесные контакты с Эрихом Мильке, который в то время под псевдонимом Лейстнер или Лейснер руководил инструкторским отделом и являлся адъютантом центральной администрации. Крайкемайер знал о намерениях Мильке выехать в Мексику и о финансовой помощи, которую Мильке получал от Ноэля Филда.
После Второй мировой войны Крайкемайер был назначен в 1950 году генеральным директором железных дорог ГДР. Попал на заметку министерства государственной безопасности ГДР в связи с делом Ноэля Филда. Сотрудничавший с Филдом Вилли Крайкемайер был арестован. На допросе он указал, что под псевдонимом Лейстнер работал Эрих Мильке. Эти сведения могли разоблачить Мильке, который в годы войны собирался бросить антифашистскую работу и выехать в Мексику. Мильке был крайне заинтересован в том, чтобы Крайкемайер замолчал, и информация о Крайкемайере была засекречена на многие годы даже внутри органов госбезопасности.
По информации МГБ ГДР Вилли Крайкемайер совершил самоубийство путём повешения. Якобы страдавший насморком Крайкемайер попросил охранника вернуть ему конфискованные у него носовые платки и, связав их, повесился на двери камеры. Эта версия смерти Крайкемайера была зафиксирована документально лишь спустя четыре года и опубликована только в 1957 году. Свидетельство о смерти также было выдано в 1957 году. Исследователи подвергают сомнению версию самоубийства Крайкемайера ввиду отсутствия результатов официальной медицинской экспертизы и информации о месте его захоронения и без каких-либо доказательств предполагают, что Крайкемайер был убит по приказу Мильке. Последние записи Крайкемайера в тюрьме свидетельствуют о том, что он тяжело переживал исключение из партии, поэтому полностью исключить версию самоубийства невозможно. Также известно о двух письмах, направленных Эрихом Мильке Вальтеру Ульбрихту, о том, что Крайкемайер был передан советским властям и умер в заключении в СССР в 1955 году. Супруга Вилли Крайкемайера Марта, француженка из Эльзаса, убеждённая коммунистка, длительное время боролась за мужа и считала произошедшее с ним судебной ошибкой. Мильке обвинил её в соучастии в деле Филда, и она была вынуждена бежать через Западный Берлин к родителям во Францию, тем не менее, и там не оставила попыток добиться правды о гибели мужа. Вилли Крайкемайер был реабилитирован в 1990 году.